# الجباب
قرية الجباب هي إحدى القرى التابعة لمركز طما بمحافظة سوهاج في جمهورية مصر العربية. حسب إحصاءات سنة 2006، بلغ إجمالي السكان في الجباب 3737 نسمة، منهم 1918 رجل و1819 امرأة.